# Rue Pierre-Baudis
La rue Pierre-Baudis (en occitan : carrièra Pèire Baudis) est une voie publique de Toulouse, chef-lieu de la région Occitanie, dans le Midi de la France. Elle se trouve au nord du quartier Saint-Georges, dans le secteur 1 - Centre.

## Situation et accès

### Description
La rue Pierre-Baudis est une rue longue de 57 mètres. Elle naît perpendiculairement à la rue Maurice-Fonvieille. Rectiligne, orientée au nord, longue de 57 mètres et large de 7 mètres, elle se termine au carrefour de la rue Labéda, qui débouche sur le boulevard Lazare-Carnot.
Elle est définie comme une rue piétonne. Il n'existe cependant pas d'aménagement cyclable.

### Voies rencontrées
La rue Pierre-Baudis rencontre les voies suivantes, dans l'ordre des numéros croissants (« g » indique que la rue se situe à gauche, « d » à droite) :
1. Rue Maurice-Fonvieille
2. Rue Labéda (g)
3. Boulevard Lazare-Carnot (d)

### Transports
La rue Pierre-Baudis débouche sur la rue Labéda, parcourue et desservie par la navette Ville. Elle se trouve également à proximité des allées Jean-Jaurès, où se trouve la station du même nom, sur les deux lignes de métro  . En correspondance se trouvent, sur les boulevards de Strasbourg et Lazare-Carnot, les arrêts des lignes de Linéo L1L8L9 et de bus 14152329Aéroport.
Plusieurs stations de vélos en libre-service VélôToulouse se trouvent le long du boulevard Lazare-Carnot : les stations no 20 (69 boulevard Lazare-Carnot) et no 21 (63 boulevard Lazare-Carnot).

## Odonymie

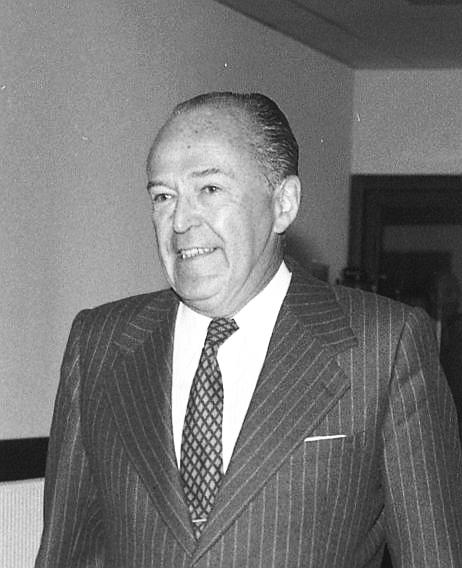
Pierre Baudis en 1974, par André Cros (Archives municipales).

Le nom de la rue rend hommage à Pierre Baudis (1916-1997), figure majeure de la politique locale. Proche du centre droit, il est député de la Haute-Garonne entre 1958 et 1967, puis entre 1968 et 1973. Parallèlement, il poursuit une carrière au Capitole, puisqu'il est conseiller municipal à partir de 1959, avant d'être maire de Toulouse de 1971 à 1983. Il est par ailleurs le père de Dominique Baudis, journaliste de profession, devenu lui-même maire de Toulouse de 1983 à 2001, et Défenseur des droits de 2011 à 2014. 
Au milieu du XVIe siècle, elle est connue comme la rue au-devant des Augustines ou, plus simplement, des Augustines. Elle le doit à la proximité du monastère de religieuses augustines, qui se trouvait depuis le milieu du XIVe siècle au cœur du quartier des Clottes (emplacement de l'actuelle place Occitane). En 1519, les religieuses se convertirent au protestantisme et le couvent fut cédé aux Jésuites, puis à la confrérie des Pénitents noirs. À partir de la fin du XVIIe siècle, la rue devint la rue de l'Anatomie : on désignait sous ce nom une tour du rempart où avait été établi en 1686, avec l'accord des capitouls, un amphithéâtre destiné à l'enseignement de la chirurgie. À partir de 1750, la déformation du mot transforma le nom de la rue en celui de la Tonne. Elle le conserva jusqu'en 1875, sauf en 1794, pendant la Révolution française, où elle devint la rue Précaution. En 1875, on lui donna celui de Saint-Cyr : la basilique Saint-Sernin conservait des reliques de Cyr de Tarse, jeune enfant martyrisé avec sa mère Julitte vers 304, lors de la persécution de l'empereur Dioclétien. Finalement, en 1997, à la suite de l'inauguration du théâtre national de Toulouse, on lui donna le nom de Pierre-Baudis, tandis que celui de Saint-Cyr était attribué à une rue parallèle, l'ancienne rue du Conservatoire : l'inauguration se fit le 18 septembre 1998.

## Patrimoine et lieux d'intérêt

### Théâtre de la Cité
Le théâtre de la Cité occupe une vaste parcelle limitée par la rue Labéda (actuel no 3), la rue Pierre-Baudis (actuel no 1), la rue Maurice-Fonvieille (actuel no 5) et la rue de Saint-Cyr (actuel no 2). L'espace est occupé, jusqu'en 1992, par le conservatoire de musique de la ville, déménagé cette année dans les bâtiments de l'ancien hôpital Larrey (actuel no 17 rue Alexis-Larrey). On y trouvait aussi l'annexe du collège Michelet, permettant aux élèves en horaires aménagés de suivre les enseignements du conservatoire,.
Le projet de nouveau théâtre est confié à l'agence SAREA Alain Sarfati Architecture. Le bâtiment, de style post-moderne, utilise le verre, le béton, mais aussi la brique et la pierre en parement. Il intègre des éléments des bâtiments plus anciens, tel le portail du conservatoire de musique, créé par l'architecte Urbain Vitry en 1850.

### Immeuble
- no  63 : Résidence Saint-Cyr.
L'immeuble est construit dans le style moderne entre 1964 et 1968 par l'architecte Pierre Lafitte, à l'angle du boulevard Lazare-Carnot. Il s'élève sur treize niveaux (deux niveaux en sous-sol, un rez-de-chaussée et dix étages). Le rez-de-chaussée est rythmé par des piliers, entre lesquels s'ouvrent les vitrines des boutiques. Il est surmonté par les deux étages de bureaux, soulignés par un claustra de béton. Le 3e étage, qui sert de transition avec les niveaux supérieurs, dévolus aux logements, est occupé en partie par un jardin. Aux étages supérieurs, les façades des logements sont revêtues d'un parement de brique claire sablée[9].